# 2011年サウジアラビア騒乱
2011年サウジアラビア騒乱はサウジアラビアで2011年に発生した、政治的自由と人権の尊重を求めた反政府デモとそれに付随する事件の総称。チュニジアのジャスミン革命を起因としてアラブ諸国に波及したアラブの春のうちの一つである。

## 推移
2月中旬以降、サウジ東部のシーア派住民による多数派のスンナ派への不満や、裁判を経ずに投獄されているシーア派関係者の釈放を求めた小規模なデモが発生し始めた。
3月3日、サウジアラビア東部のアワーミーヤで、イスラム教シーア派住民約100人による小規模なデモが発生。警官隊が配置についたがデモへの介入は行なわれなかった。
3月4日、サウジアラビア東部のホフーフ、カティーフでもそれぞれ100人規模のデモが発生。首都リヤドでも、約10人がモスク付近で民主化を求めるスローガンを叫び、駆けつけた警察が3人を拘束した。
3月5日、サウジアラビア内務省は、デモや街頭行進、公共空間の占拠といった抗議行動を禁止するとの声明を発表した。法を破ろうとする者に対しては、警察が必要な措置を取ると警告した。
独裁政権を打倒したエジプトやチュニジアの民衆運動に触発された「怒りの日」と銘打った大規模デモが3月11日にフェイスブックを通して計画されている。2月26日時点で1万人近くの賛同が得られており、国政の助言機関、諮問評議会への選挙導入、政治犯の釈放、言論の自由拡大などを求めている。
9月25日にはアブドゥッラー・ビン・アブドゥルアズィーズ国王が地方行政区評議会に対する選挙権・被選挙権を女性にも与える意向であることが明らかとなり、これはアラブの春に伴う政治改革要求を受けた措置と考えられている。